# Liste der Mitglieder der 22. Knesset
Die Mitglieder der 22. Knesset wurden am 17. September 2019 gewählt und am 3. Oktober 2019 vereidigt.

## Mitglieder der Knesset
| Fraktion                                      | Name                 |
| --------------------------------------------- | -------------------- |
| Kachol Lavan (33)                             | Benny Gantz          |
| Kachol Lavan (33)                             | Jair Lapid           |
| Kachol Lavan (33)                             | Mosche Jaalon        |
| Kachol Lavan (33)                             | Gabi Ashkenasi       |
| Kachol Lavan (33)                             | Avi Nissenkorn       |
| Kachol Lavan (33)                             | Meir Cohen           |
| Kachol Lavan (33)                             | Miki Haimovich       |
| Kachol Lavan (33)                             | Ofer Shelah          |
| Kachol Lavan (33)                             | Yoaz Hendel          |
| Kachol Lavan (33)                             | Orna Barbivai        |
| Kachol Lavan (33)                             | Michael Biton        |
| Kachol Lavan (33)                             | Hili Tropper         |
| Kachol Lavan (33)                             | Ja’el German         |
| Kachol Lavan (33)                             | Zvi Hauser           |
| Kachol Lavan (33)                             | Orit Farkash-Hacohen |
| Kachol Lavan (33)                             | Karin Elharar        |
| Kachol Lavan (33)                             | Meirav Cohen         |
| Kachol Lavan (33)                             | Yoel Razvozov        |
| Kachol Lavan (33)                             | Asaf Zamir           |
| Kachol Lavan (33)                             | Yizhar Shai          |
| Kachol Lavan (33)                             | Elazar Stern         |
| Kachol Lavan (33)                             | Mickey Lewi          |
| Kachol Lavan (33)                             | Omer Yankelevich     |
| Kachol Lavan (33)                             | Pnina Tamano-Shata   |
| Kachol Lavan (33)                             | Gadeer Mreeh         |
| Kachol Lavan (33)                             | Ram Ben-Barak        |
| Kachol Lavan (33)                             | Alon Schuster        |
| Kachol Lavan (33)                             | Yoav Segalovitz      |
| Kachol Lavan (33)                             | Ram Shefa            |
| Kachol Lavan (33)                             | Boaz Toporovsky      |
| Kachol Lavan (33)                             | Orly Fruman          |
| Kachol Lavan (33)                             | Eitan Ginzburg       |
| Kachol Lavan (33)                             | Gadi Yevarkan        |
| Likud (32)                                    | Benjamin Netanjahu   |
| Likud (32)                                    | Juli-Joel Edelstein  |
| Likud (32)                                    | Israel Katz          |
| Likud (32)                                    | Gilad Erdan          |
| Likud (32)                                    | Moshe Kahlon         |
| Likud (32)                                    | Gideon Sa’ar         |
| Likud (32)                                    | Miri Regev           |
| Likud (32)                                    | Yariv Levin          |
| Likud (32)                                    | Jo'aw Galant         |
| Likud (32)                                    | Nir Barkat           |
| Likud (32)                                    | Gila Gamliel         |
| Likud (32)                                    | Avi Dichter          |
| Likud (32)                                    | Ze’ev Elkin          |
| Likud (32)                                    | Haim Katz            |
| Likud (32)                                    | Eli Cohen            |
| Likud (32)                                    | Zachi Ha-Negbi       |
| Likud (32)                                    | Ofir Akunis          |
| Likud (32)                                    | Yuval Steinitz       |
| Likud (32)                                    | Tzipi Hotovely       |
| Likud (32)                                    | David Amsalem        |
| Likud (32)                                    | Amir Ohana           |
| Likud (32)                                    | Ofir Katz            |
| Likud (32)                                    | Eti Atiya            |
| Likud (32)                                    | Yoav Kisch           |
| Likud (32)                                    | David Bitan          |
| Likud (32)                                    | Keren Barak          |
| Likud (32)                                    | Schlomo Karhi        |
| Likud (32)                                    | Miki Zohar           |
| Likud (32)                                    | Yifat Shasha Biton   |
| Likud (32)                                    | Sharren Haskel       |
| Likud (32)                                    | Michal Shir          |
| Likud (32)                                    | Keti Shitrit         |
| Vereinte Liste (13)                           | Ayman Odeh           |
| Vereinte Liste (13)                           | Mtanes Shehadeh      |
| Vereinte Liste (13)                           | Ahmad Tibi           |
| Vereinte Liste (13)                           | Mansur Abbas         |
| Vereinte Liste (13)                           | Aida Touma-Suleiman  |
| Vereinte Liste (13)                           | Walid Taha           |
| Vereinte Liste (13)                           | Ofer Cassif          |
| Vereinte Liste (13)                           | Heba Yazbak          |
| Vereinte Liste (13)                           | Osama Saadi          |
| Vereinte Liste (13)                           | Yousef Jabareen      |
| Vereinte Liste (13)                           | Said al-Harumi       |
| Vereinte Liste (13)                           | Jabar Asatra         |
| Vereinte Liste (13)                           | Sami Abu Shehadeh    |
| Schas (9)                                     | Arje Deri            |
| Schas (9)                                     | Jitzchak Kohen       |
| Schas (9)                                     | Meschulam Nahari     |
| Schas (9)                                     | Jakob Margi          |
| Schas (9)                                     | Yoav Ben-Tzur        |
| Schas (9)                                     | Michael Malchieli    |
| Schas (9)                                     | Mosche Arbel         |
| Schas (9)                                     | Yinon Azulai         |
| Schas (9)                                     | Mosche Abutbul       |
| Jisra'el Beitenu (8)                          | Avigdor Lieberman    |
| Jisra'el Beitenu (8)                          | Oded Forer           |
| Jisra'el Beitenu (8)                          | Evgeny Sova          |
| Jisra'el Beitenu (8)                          | Eli Avidar           |
| Jisra'el Beitenu (8)                          | Yulia Malinovsky     |
| Jisra'el Beitenu (8)                          | Hamad Amar           |
| Jisra'el Beitenu (8)                          | Alex Kushnir         |
| Jisra'el Beitenu (8)                          | Mark Ifraimov        |
| Vereinigtes Thora-Judentum (7)                | Yaakov Litzman       |
| Vereinigtes Thora-Judentum (7)                | Mosche Gafni         |
| Vereinigtes Thora-Judentum (7)                | Meir Porusch         |
| Vereinigtes Thora-Judentum (7)                | Uri Maklev           |
| Vereinigtes Thora-Judentum (7)                | Yaakov Tessler       |
| Vereinigtes Thora-Judentum (7)                | Yaakov Asher         |
| Vereinigtes Thora-Judentum (7)                | Yisrael Eichler      |
| Awoda-Gescher (6)                             | Amir Peretz          |
| Awoda-Gescher (6)                             | Orly Levy            |
| Awoda-Gescher (6)                             | Itzik Shmuli         |
| Awoda-Gescher (6)                             | Merav Michaeli       |
| Awoda-Gescher (6)                             | Omer Bar-Lev         |
| Awoda-Gescher (6)                             | Revital Swid         |
| Demokratische Union (5)                       | Nitzan Horowitz      |
| Demokratische Union (5)                       | Stav Shaffir         |
| Demokratische Union (5)                       | Jair Golan           |
| Demokratische Union (5)                       | Tamar Zandberg       |
| Demokratische Union (5)                       | Ilan Gilon           |
| HaBajit haJehudi-Ha-Ichud HaLeumi – Tkuma (4) | Rafi Peretz          |
| HaBajit haJehudi-Ha-Ichud HaLeumi – Tkuma (4) | Bezalel Smotrich     |
| HaBajit haJehudi-Ha-Ichud HaLeumi – Tkuma (4) | Moti Yogev           |
| HaBajit haJehudi-Ha-Ichud HaLeumi – Tkuma (4) | Ofir Sofer           |
| HaJamin HeChadasch (3)                        | Ajelet Schaked       |
| HaJamin HeChadasch (3)                        | Naftali Bennett      |
| HaJamin HeChadasch (3)                        | Matan Kahana         |

### Nachrücker
| Datum           | Nachrücker           | Partei       | Ausscheidender Abgeordneter | Bemerkungen                                                           |
| --------------- | -------------------- | ------------ | --------------------------- | --------------------------------------------------------------------- |
| 19. Januar 2020 | Yorai Lahav-Hertzanu | Kachol Lavan | Gadi Yevarkan               | Lahav-Herzanu rückte für Yevarkan nach, da dieser zum Likud wechselte |